# 5366 Rhianjones
Az 5366 Rhianjones (ideiglenes jelöléssel 1981 EY30) a Naprendszer kisbolygóövében található aszteroida. Schelte J. Bus fedezte fel 1981. március 2-án.